# Parasarcophaga solomonica
Parasarcophaga solomonica är en tvåvingeart som beskrevs av Yu. G. Verves 1982. Parasarcophaga solomonica ingår i släktet Parasarcophaga och familjen köttflugor. Inga underarter finns listade i Catalogue of Life.